# Half Dome Nunatak
Der Half Dome Nunatak (englisch für Halbkuppelnunatak) ist ein 1541 m hoher Nunatak in der antarktischen Ross Dependency. In den Churchill Mountains ragt er 3 km südlich der Cobham Range an der Mündung des Lucy-Gletschers in den Nimrod-Gletscher auf.
Wissenschaftler einer von 1961 bis 1962 durchgeführten Kampagne der New Zealand Geological Survey Antarctic Expedition benannten ihn deskriptiv. Der Nunatak ist gekennzeichnet durch eine rundliche Form auf der einen und abrupt abfallende Felsenkliffs auf der anderen Seite.